# Nationalmuseum Hariphunchai

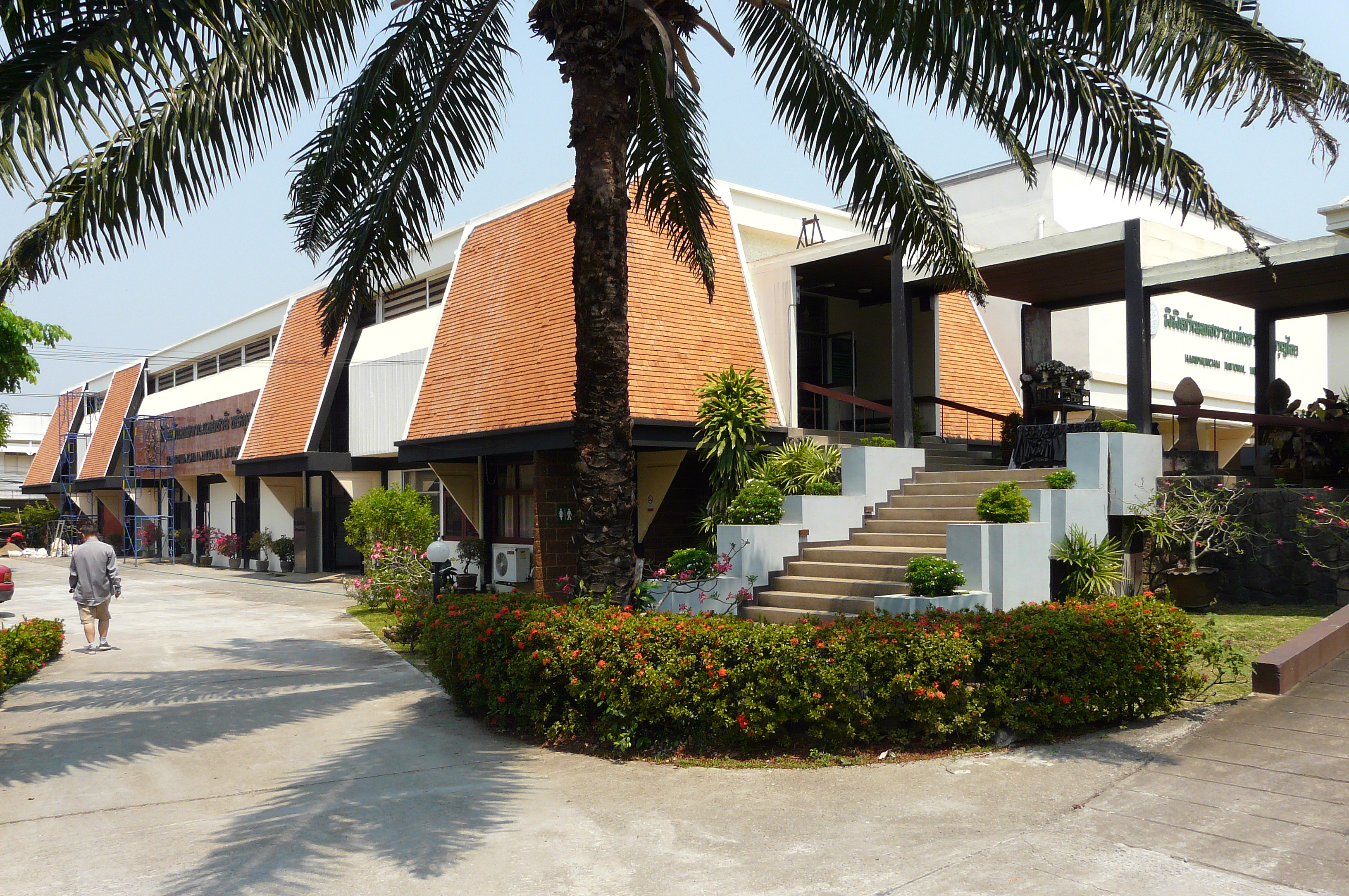
Hariphunchai-Nationalmuseum

Das Hariphunchai-Nationalmuseum (thailändisch พิพิธภัณฑสถานแห่งชาติหริภุญไชย, RTGS Phiphithaphanthasathan Haeng Chat Hariphunchai) befindet sich in der Stadt Lamphun (historisch Haripunjaya oder Hariphunchai), der Hauptstadt der Provinz Lamphun im Norden Thailands. Es ist eines von inzwischen mehr als 40 thailändischen Museen, die den Status eines Nationalmuseums erlangt haben. Es widmet sich hauptsächlich archäologischen Zeugnissen und Kunstwerken aus dem einstigen Königreich Haripunjaya (Hariphunchai; 8./9. bis 13. Jahrhundert) und dem darauffolgenden Fürstentum Lamphun der Lan-Na-Kultur sowie nordthailändischer Keramik.

## Geschichte
Das Hariphunchai-Nationalmuseum wurde 1927 von Praya Rachanakulvibulbhakdi, dem Gouverneur der damaligen Provinz (Monthon) Phayap (deutsch: Nordwest) gegründet, wozu er anfangs einen Pavillon auf dem Gelände des Wat Phra That Hariphunchai nutzte. Die Oberaufsicht wurde später in die Hände des Fine Arts Department (Kulturministerium) gelegt. 1974 erhielt das Museum sein noch heute genutztes Gebäude, ein repräsentatives, zweigeschossiges und asymmetrisch dreiflügeliges Bauwerk mit Außenbereich und Nebengebäuden.
Der Name des Museums bezieht sich auf das historische Reich Hariphunchai (8./9. bis 13. Jahrhundert), dessen gleichnamige Hauptstadt Lamphun damals war.

## Dauerausstellungen

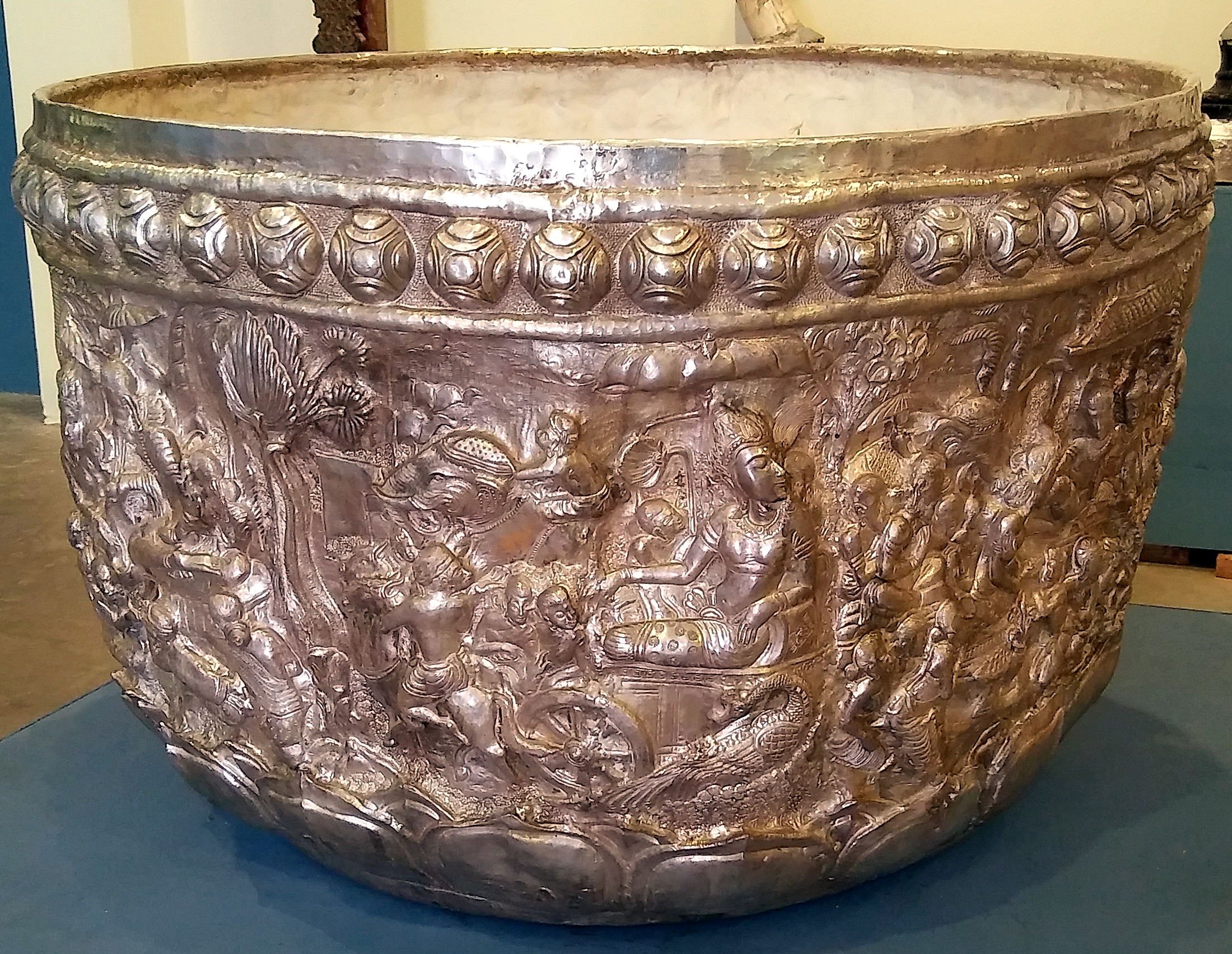
Silberkessel der Dauerausstellung

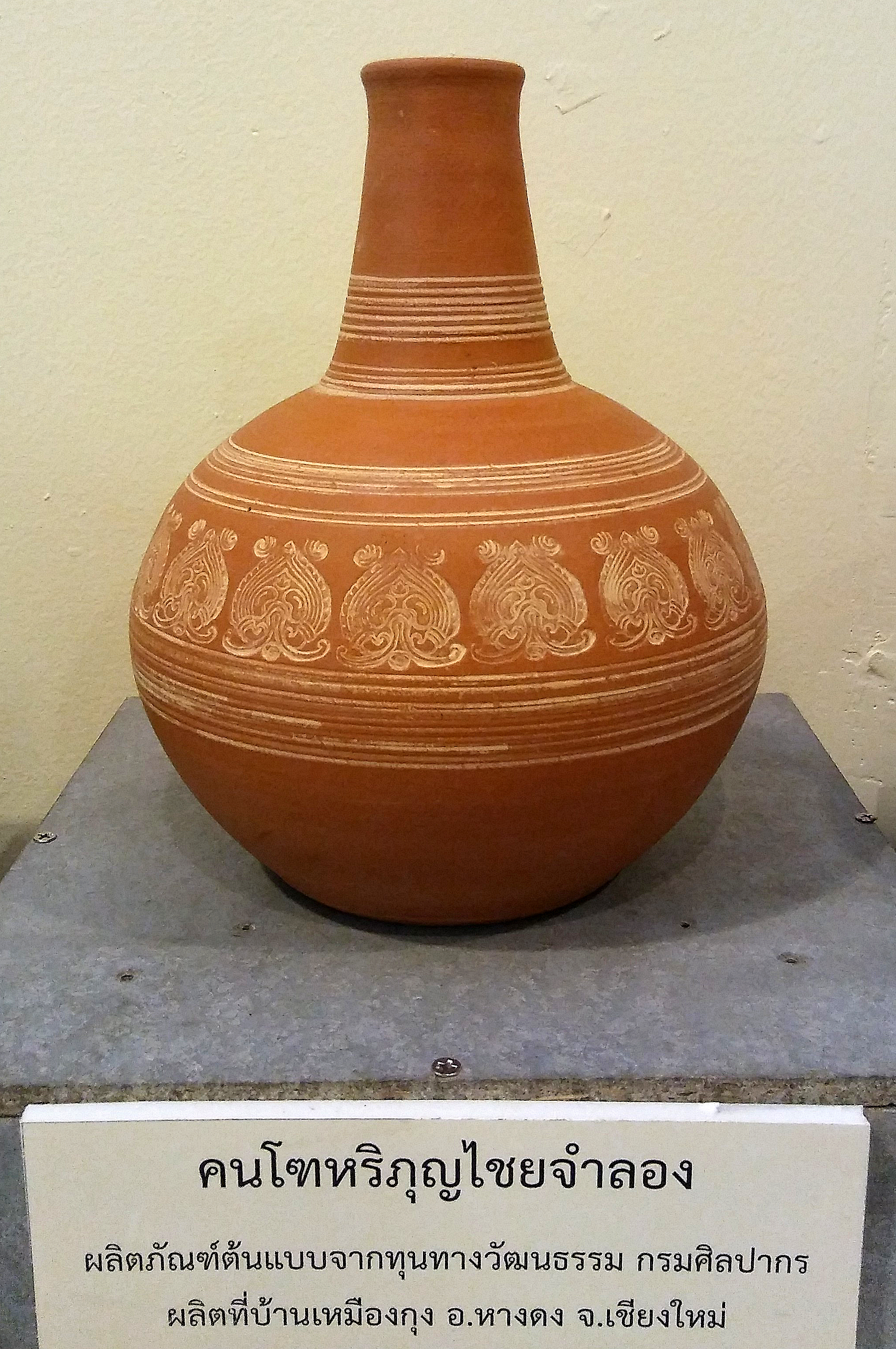
Irdenware der Dauerausstellung

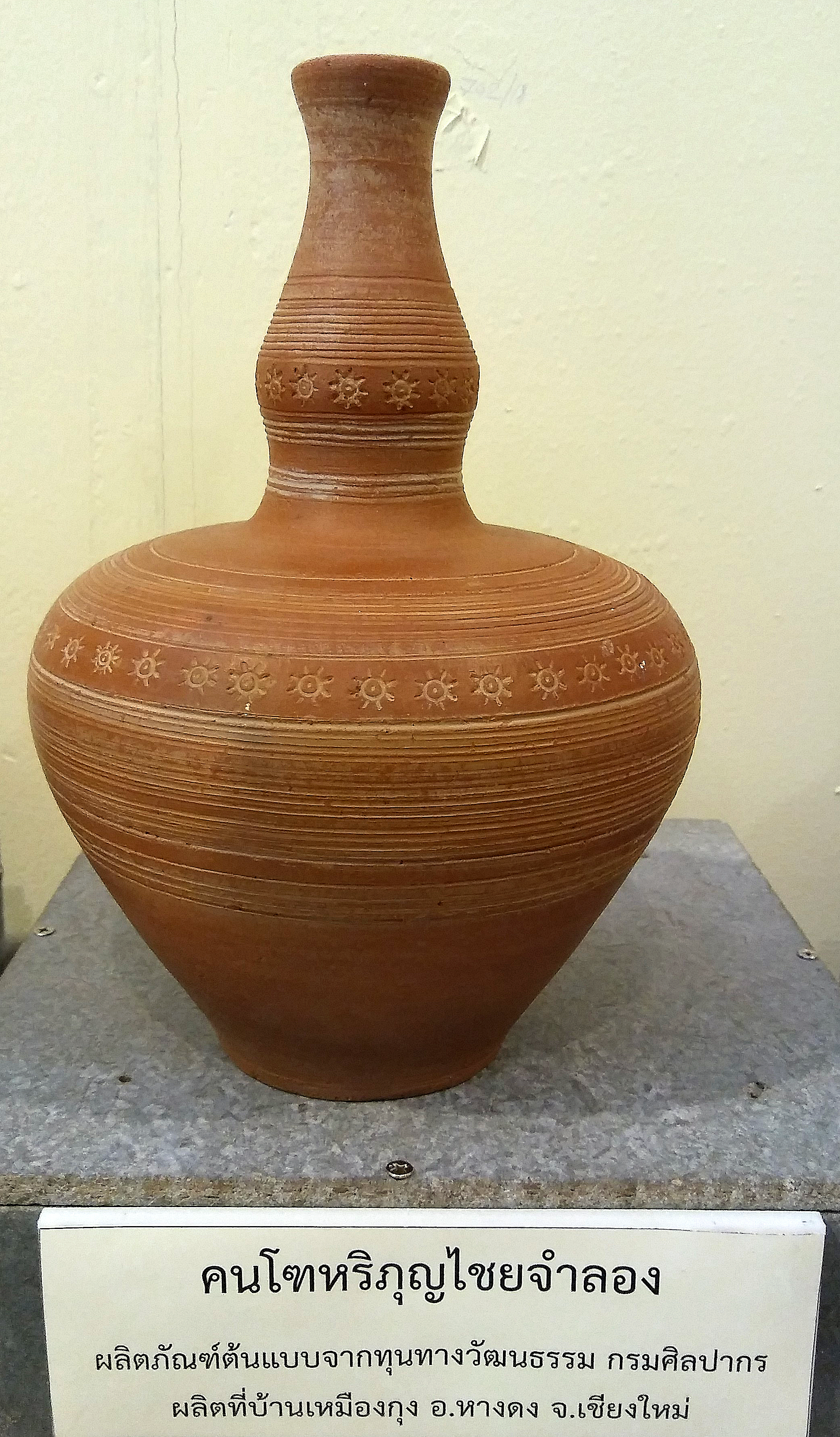
Irdenware der Dauerausstellung

Die ständigen Ausstellungen des Nationalmuseums umfassen in ihren Schwerpunkten räumlich das Gebiet der Provinz Lamphun bzw. des ehemaligen Hariphunchai und zeitlich die Mon-Kultur (7. bis 13. Jahrhundert) sowie die Lan-Na-Zeit (14. bis 19. Jahrhundert).

### Halle mit Inschriftensteinen
Die Halle im Erdgeschoss enthält insgesamt 26 Inschriftensteine, davon acht aus der Mon- und 18 aus der Lan Na-Zeit. Die Entwicklung von der Mon- über die Lanna- bis zur Thai-Schrift über mehrere Jahrhunderte lässt sich dort exemplarisch nachvollziehen.

Inschriftensteine des Hariphunchai-Nationalmuseums
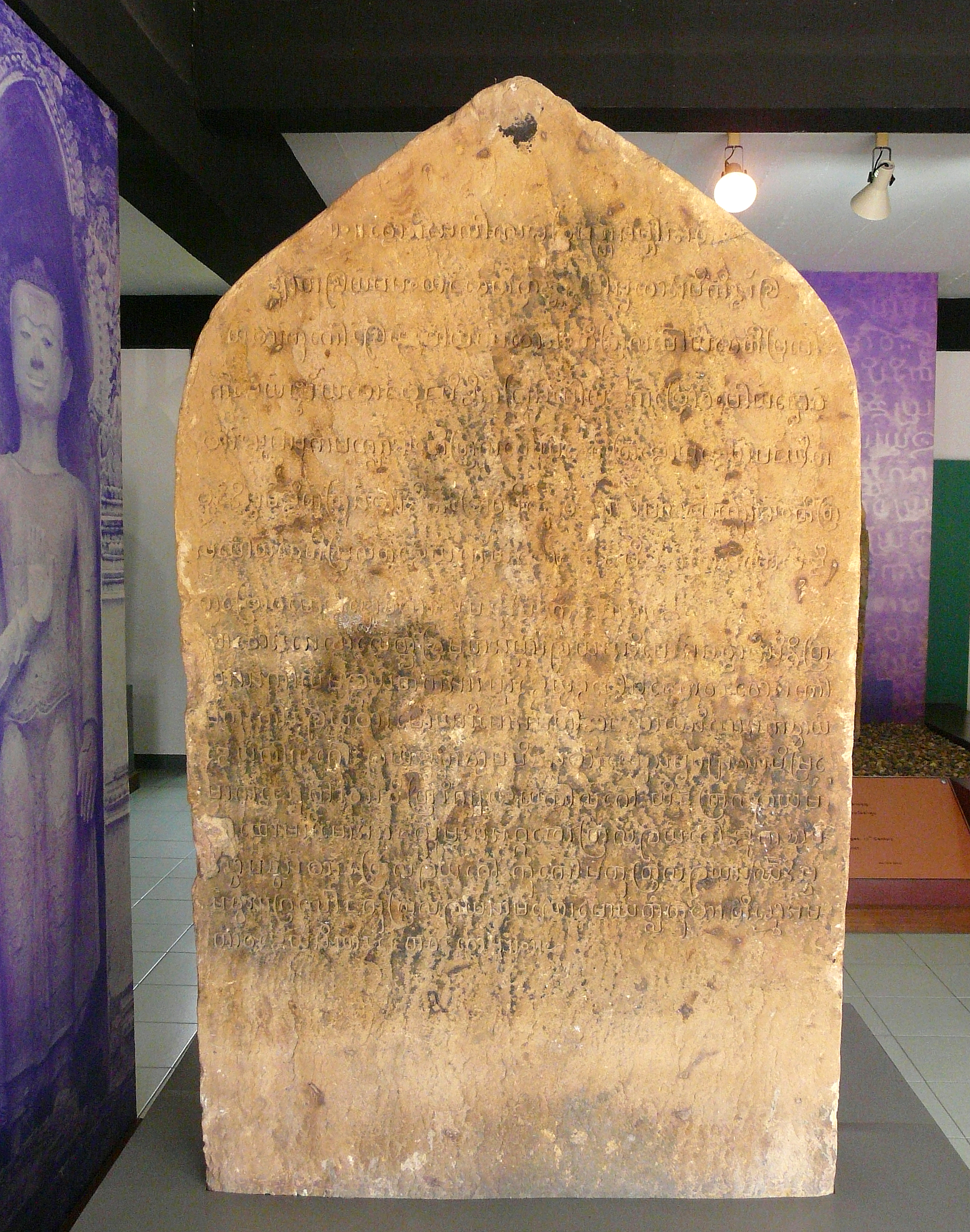
Wat–Don–Kaew–Inschrift, Mon und Pali, 12. Jahrhundert
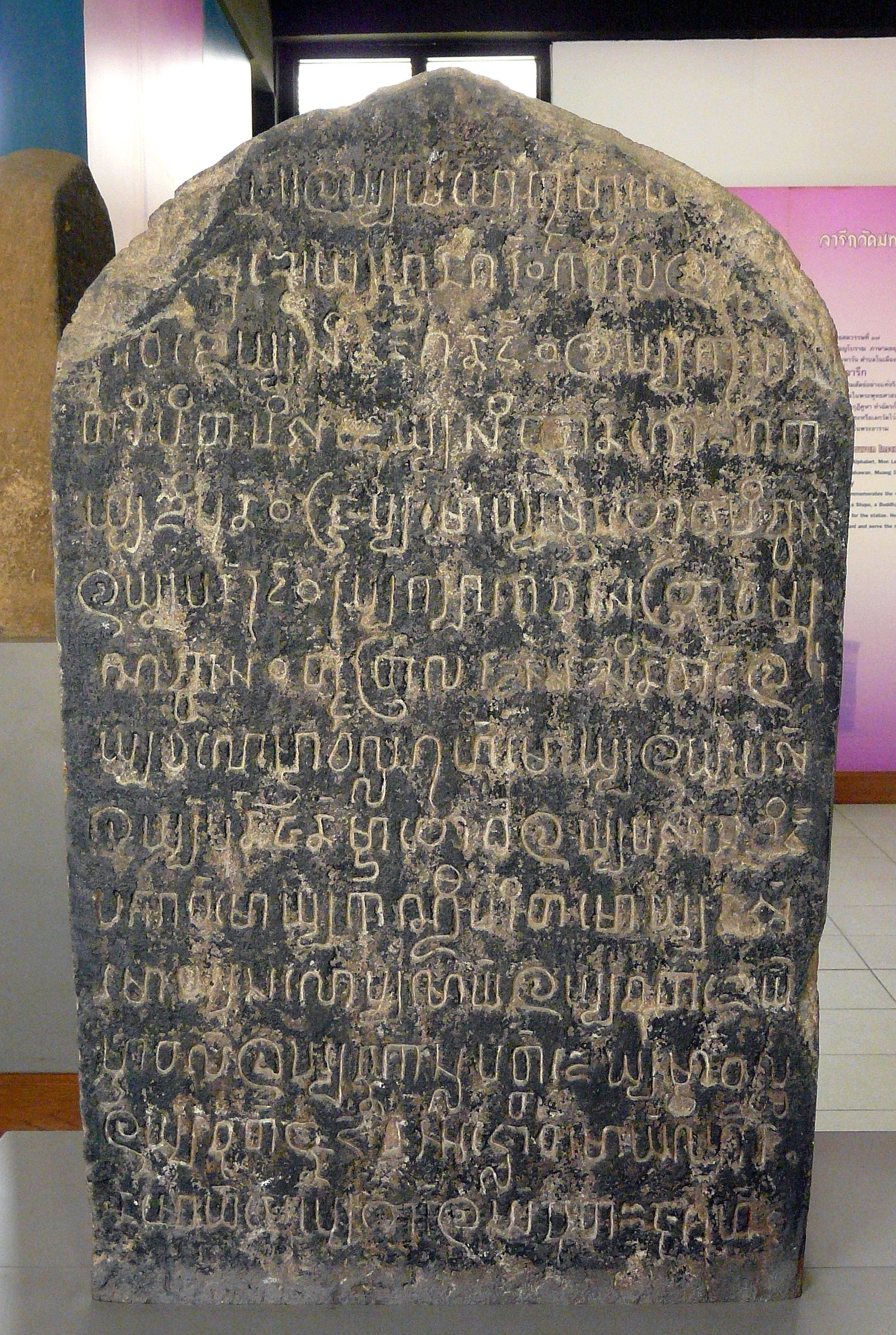
Wat–Saen–Khao–Ho–Inschrift, Mon, 12. Jahrhundert?
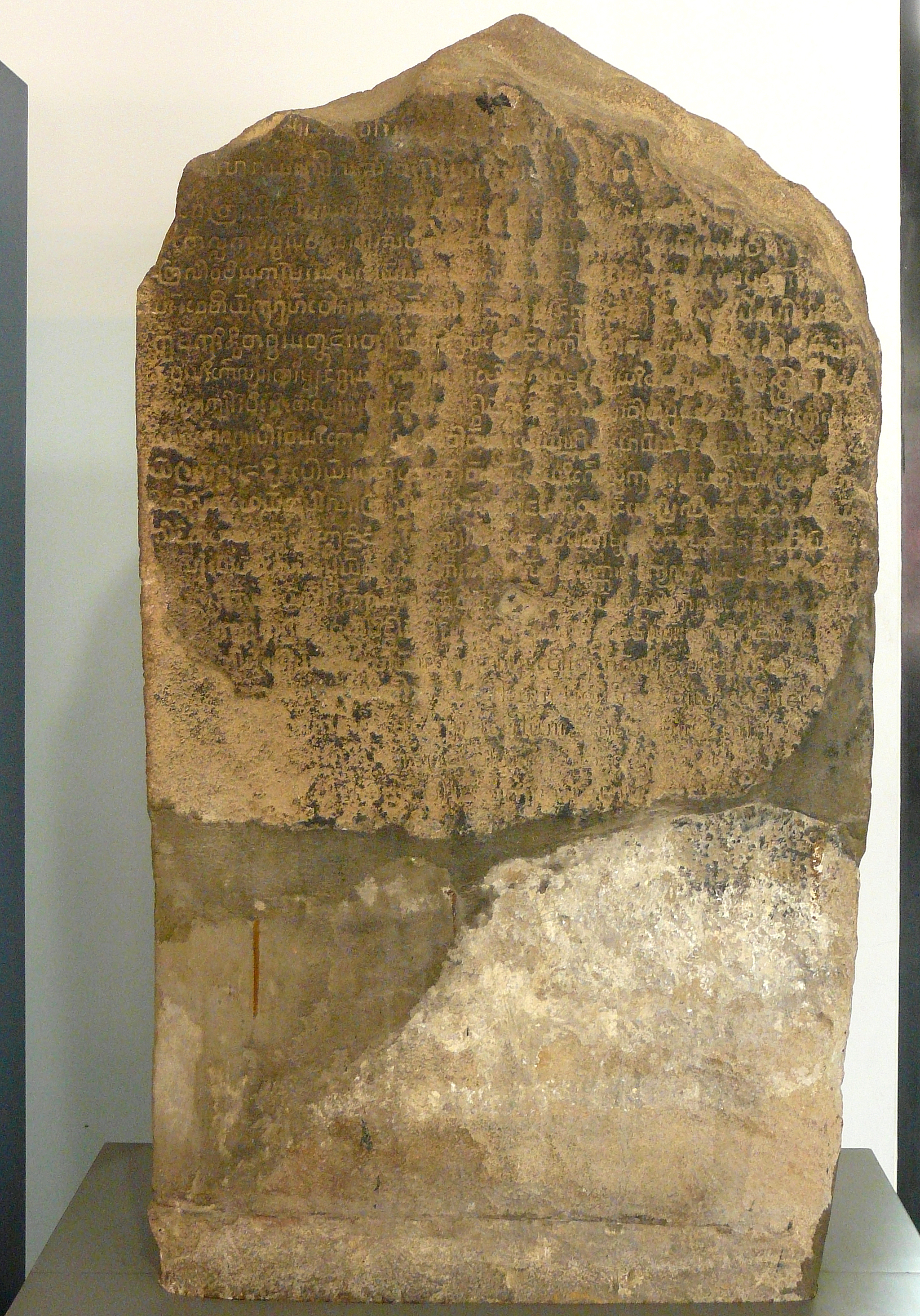
Wat–Mahawan–Inschrift, Mon, 12. Jahrhundert
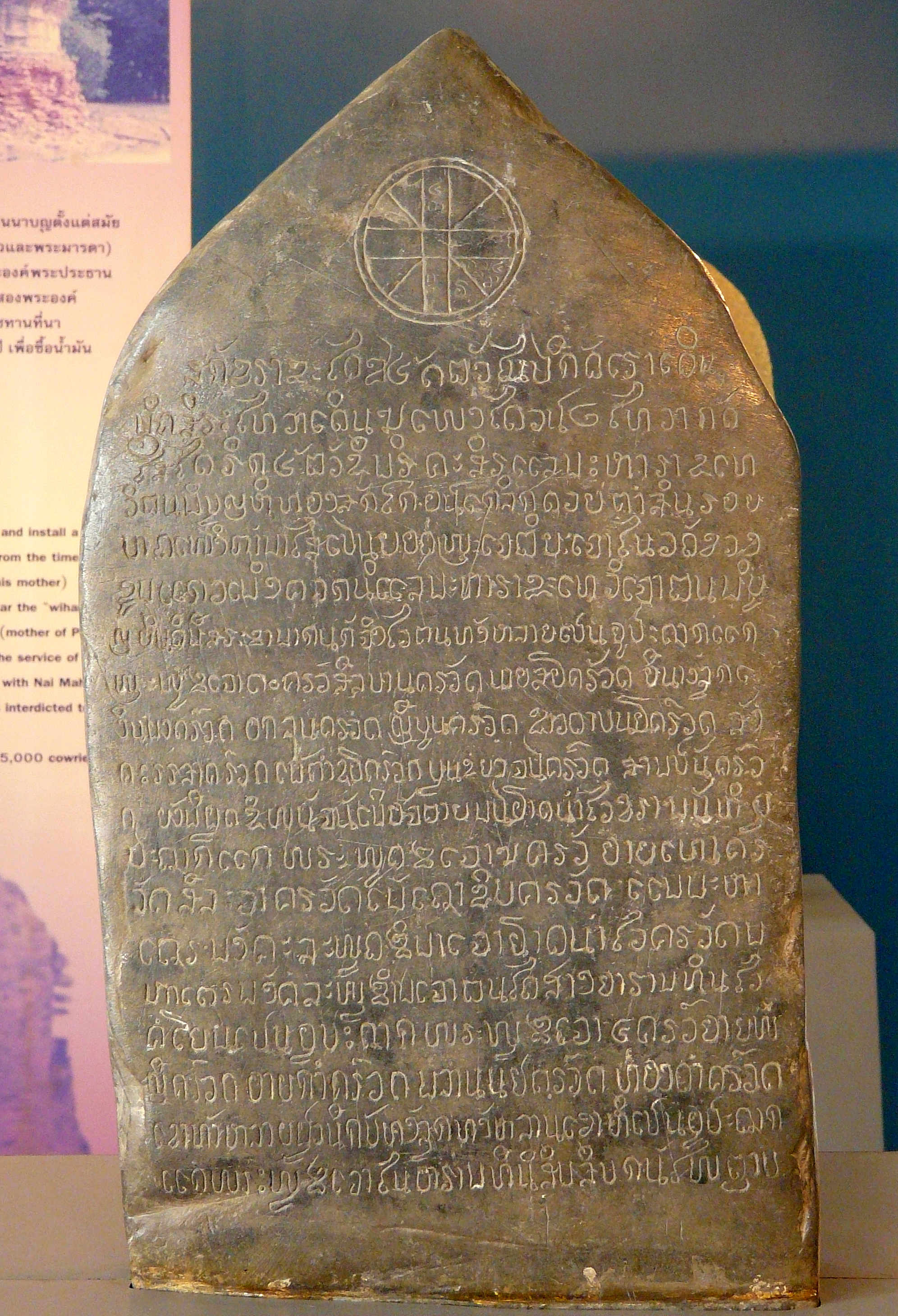
Wat–Ku–Kut–Inschrift, Mon, 12. Jahrhundert
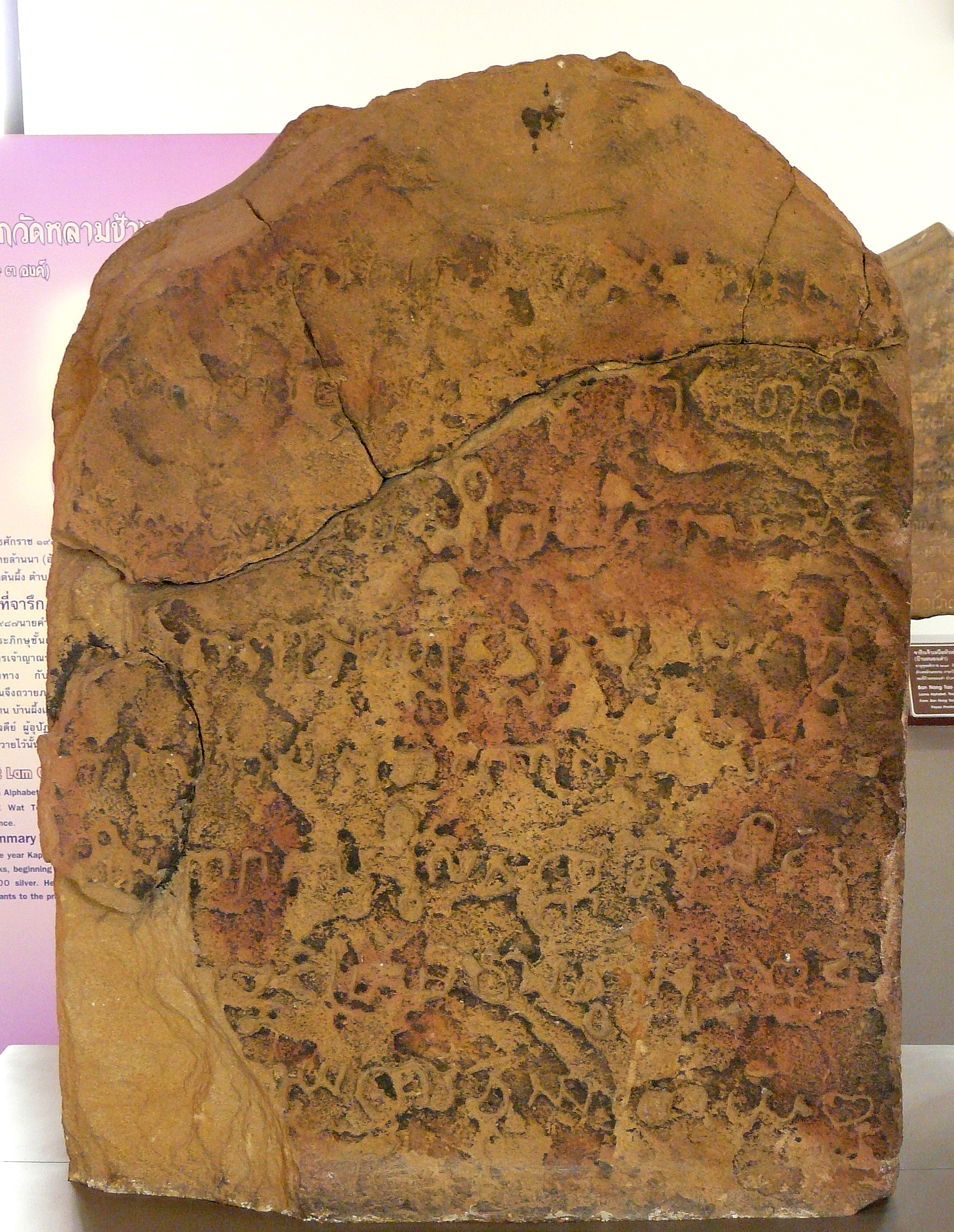
Königreich–Hariphunchai–Inschrift, Mon, 12. Jahrhundert
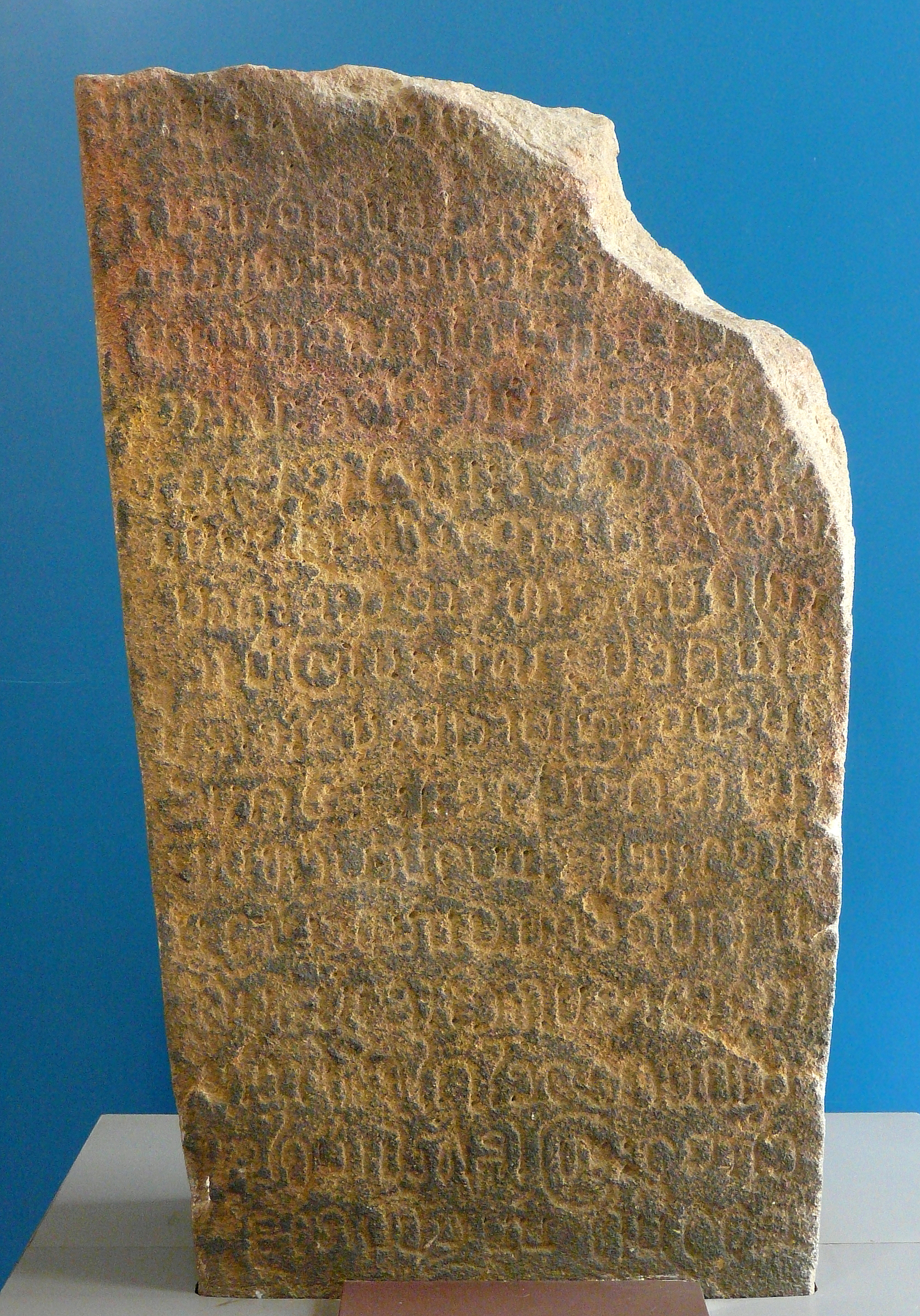
Wat–Lam–Chang–Inschrift, Lanna und Thai, 1444

### Hauptausstellungshalle
Die Exponate der langgezogenen Hauptausstellungshalle im Obergeschoss sind nach ihrer Zeitstellung in zwei größere Ausstellungsgruppen aufgeteilt: die Artefakte der Hariphunchai-Gruppe und die Objekte der Lan-Na-Gruppe. Daneben gibt es unmittelbar am Eingang noch eine relativ kleine Gruppe mit prähistorischen Ausstellungsstücken.

#### Hariphunchai-Gruppe (Mon-Zeit)
In dieser Gruppe werden die Einflüsse der indischen Pala- und die der ihrerseits indisch geprägten südthailändischen Dvaravati-Kultur auf die Kunst und das Kunsthandwerk des Reiches von Hariphunchai dargestellt. Der Einfluss der letzteren äußert sich insbesondere in der Porträtkunst durch typische Dvaravati-Merkmale wie miteinander verbundene, dicke Augenbrauen, nach unten gesenkte Augen mit außen nach oben gezogenen Augenwinkeln sowie andeutungsweise geöffnete Lippen. Dies veranlasste Archäologen dazu, die Kunst Hariphunchais als zur späten Dvaravati-Kultur gehörend zu interpretieren.
Ferner umfasst dieser Teil der Ausstellung eine umfangreiche Keramiksammlung, von der insbesondere die mit Schlicker überzogene und mit feinen Einritzungen verzierte Irdenware augenfällig ist. Bei den Exponaten dieser Keramikgattung handelt es sich überwiegend um Urnen und Wasserbehältnisse.

#### Lan-Na-Gruppe
Die Ausstellungsgruppe der Lan-Na-Zeit wird ihrerseits in vier Untergruppen gegliedert:
- Die erste Untergruppe stellt die Entstehung der Lan-Na-Kunst als eigenständigen Stil aus den Wurzeln der Khmer-, der Pala- und der Hariphunchai-Kunst dar.

- Die zweite Untergruppe zeigt die volle Blüte und Perfektion der Lan-Na-Kunst mit entfalteter Eigenständigkeit. Die Künstler dieser Zeit waren in der Lage, sich mit ihren Zeitgenossen aus den Königreichen Sukhothai und Ayutthaya auszutauschen und Einflüsse von dort zu integrieren.

- Die dritte Untergruppe beinhaltet lokale und regionale Stilausprägungen und Spezialisierungen. Neben Skulpturen bildet Porzellan aus verschiedenen Töpfereizentren wie San Kamphaeng[2][3] einen Schwerpunkt der Sammlung.

- Die vierte Untergruppe schließlich umfasst die Kunst ab dem späten 18. Jahrhundert, die mehr und mehr durch den zeitgleichen Rattanakosin-Stil Bangkoks geprägt wurde. Je mehr die siamesische und spätere thailändische Hauptstadt auch im Norden an politischem und ökonomischem Einfluss gewann, desto stärker wurden auch die von ihr ausgehenden künstlerischen Impulse.[1]